# 寺家公園
寺家公園（じけこうえん）は、富山県富山市寺家にある公園。面積は6.7 ha。

## 概要
1930年（昭和5年）に、船峅村（その後大沢野町を経て現・富山市）船峅出身である京都の医師、加藤幸次郎の私財により、京都から庭師を招いて3万坪の土地に木石を配して嵐山の風景を模した庭園を10年がかりで整備されたのが、公園の始まりである。1946年（昭和21年）7月1日に正式に開設された。
1950年代前半には富山県のキャンプ地としても指定も受けており、バンガローも設けられていた。
自然の植生をうまく活用しているのが特徴で、園内には舟倉姉倉比売神社や帝龍寺、アカサシ群生林（富山県指定天然記念物）があるほか、西国三十三観音巡拝路（約2.1km）も整備されている。ソメイヨシノ、サトザクラ合わせて計85本のサクラが植えられており、富山さくらの名所にも指定されている。つつじや紅葉の名所にもなっている。

## 周辺
- 神通峡[5]
- 猿倉山森林公園[5]

## 交通
- 鉄道
  - 高山本線笹津駅より車で約5分[5]。
- 道路
  - 北陸自動車道富山ICから車で約25分[5]。

## 参考リンク
- 寺家公園 つつじや桜、楓の名所。（富山市の観光公式サイト TOYAMA NET、2022年5月14日閲覧）